# Окучани
Окучани (хорв. Okučani) — село и община в жупании Брод-Посавина, в Республике Хорватия. Население — 4224 человек (2001).